# Marciniec
Marciniec (niem. Marienstein, Martenstein) – niewielki masyw z najwyższym szczytem (624 m n.p.m.) w północnej części Grzbietu Wschodniego w Górach Kaczawskich. Leży w grzbiecie ciągnącym się na północny zachód i zachód od Bukowinki poprzez Rogacz, Dłużek, Chmielarz, Polankę, Trzciniec, Zadorę i Lipną w stronę Wojcieszowa.
Zbudowany jest ze staropaleozoicznych skał metamorficznych pochodzenia wulkanicznego – zieleńców i łupków zieleńcowych oraz pochodzenia osadowego – fyllitów, łupków albitowo-serycytowych i kwarcowo-serycytowych z grafitem (łupków radzimowickich), należących do metamorfiku kaczawskiego.
Masyw jest porośnięty lasem świerkowym.